# Tupac Larriera
Tupac Inti Larriera (Lomas de Zamora, Buenos Aires, 8 de diciembre de 1996) es un actor argentino. Comenzó su carrera como actor infantil en la telenovela Consentidos (2009-2010). Aunque fue su actuación en la serie El hombre de tu vida (2011-2012), con la cual adquirió popularidad interpretando el papel de Franco Bermúdez, un adolescente rebelde.

## Biografía
Tupac Inti Larriera nació el 8 de diciembre de 1996 en la localidad de Lomas de Zamora; es hijo de Héctor Larriera y Norma Fernández. Su interés por la actuación despertó a una temprana edad cuando de pequeño imitaba a los personajes de filmes como Batman y The Mask (1994). Su primera experiencia como actor sucedió cuando participó como extra en la película Nueve reinas (2000). Poco después, apareció en diversas publicidades comerciales y gráficas.  En su juventud, Larriera estudió la carrera de cine en la Universidad Nacional de Avellaneda.

## Carrera profesional
Larriera realizó su debut cinematográfico en la cinta 100% Lucha, la película (2008) en el papel de Fuca. Luego, apareció con papeles pequeños en la serie Todos contra Juan (2008) y en la telenovela Amas de casa desesperadas (2008). Su siguiente papel fue en la segunda temporada de la serie dramática policial Epitafios interpretando el personaje de Fernando Ronda en su niñez y realizó un cameo en la película estadounidense The Informers (2009) dirigida por Gregor Jordan.
Seguidamente, se unió al elenco de la telenovela Consentidos (2009-2010), en la cual personificó a Tupac y le brindó mayor visibilidad en el público infantil. Poco después, Larriera consiguió el papel de Franco Bermúdez en la serie de comedia El hombre de tu vida de Telefe, con la cual impulsó su carrera y donde compartió escenas con Guillermo Francella, Luis Brandoni y Mercedes Morán. En 2012, protagonizó la obra teatral Herencia compartida junto a Nicolás D'Agostino y apareció en el filme El pozo de Rodolfo Federico Carnevale, donde jugó el papel de Alejo.
En 2014, Tupac formó parte del elenco principal de la telenovela Señores papis, en la cual interpretó a Luca Carbonetti, el hijo adolescente de Favio personificado por Luciano Castro. Poco después, protagonizó un episodio de la serie dramática  Se trata de nosotros (2015) como Tomás, un adolescente que acude a un prostíbulo para debutar sexualmente. En 2016, Larriera integró el elenco de la serie infantojuvenil Jungle Nest de Disney XD, en la cual se puso en la piel de «Oso».
Su siguiente papel fue en la tira juvenil Kally's Mashup (2017-2019) de Nickelodeon interpretando el papel de Álex. Ese mismo año, volvió a actuar en teatro con la obra Regalos de navidad en el teatro Picadilly. En 2018, Larriera protagonizó la pieza teatral Ternura dirigida por Nicolás Maiques. En 2019, Larriera protagonizó la obra independiente Santiago despierta en el teatro Border y realizó una participación en el último capítulo de la telenovela de época Argentina, tierra de amor y venganza, poniéndose en el papel del hijo de Torcuato Ferreyra interpretado por Benjamín Vicuña.
Más tarde, Tupac fue convocado para estelarizar la obra Génesis (2021) durante la temporada de verano de Mar del Plata. Poco después, se unió al elenco principal de la obra La fiesta de los chicos dirigida por José María Muscari en el teatro Astral, donde interpretó a Cowboy. Ese mismo año, Larriera tuvo un papel secundario en la película Voces secretas como Francisco López y apareció en la telenovela La 1-5/18, personificando a «Costura», una joven promesa del rap. 
En 2022, apareció como actor invitado en la serie de comedia Los protectores de Star+ y después interpretó a Renzo en la serie dramática Diario de un gigoló de Netflix. En cine, Tupac interpretó el papel de Carlos en la película de terror Luz mala (2022) dirigida por Juan Schmidt. También ese año, coprotagonizó la película La educación de los cerdos junto a Luciano Cáceres. A principios del año siguiente, Larriera fue convocado para integrar el elenco de la obra Convivencia obligada (2023) para interpretar a Martín. En marzo, se estrenó el cortometraje Promesa en el BAFICI, en la cual interpretó a Marcos Merlo. Poco después, formó parte del reparto protagónico de la obra teatral Para mí, para vos, en la cual compartió cartel con Soledad Villamil y Boy Olmi.

## Vida personal
Desde 2019, Larriera está en una relación con Milagros Guerin, con quien tuvo un hija llamada Amelí nacida el 31 de diciembre de 2023.

## Filmografía

### Cine
| Año  | Título                      | Papel            | Notas        |
| ---- | --------------------------- | ---------------- | ------------ |
| 2008 | 100% Lucha, la película     | Fuca             |              |
| 2009 | The Informers               | Niño secuestrado | Cameo        |
| 2012 | El pozo                     | Alejo            |              |
| 2018 | El camión azul              | «El Menor»       | Cortometraje |
| 2021 | Voces secretas              | Francisco López  |              |
| 2021 | No hay comida en un funeral | Jerónimo         | Cortometraje |
| 2022 | Luz mala                    | Carlos           |              |
| 2022 | La educación de los cerdos  | Martín           |              |
| 2023 | Promesa                     | Marcos Merlo     | Cortometraje |
| 2023 | No corre el viento          | Pipa             |              |

### Televisión
| Año       | Título                               | Papel                     | Notas                      |
| --------- | ------------------------------------ | ------------------------- | -------------------------- |
| 2008      | Todos contra Juan                    | Alumno de Juan            | 4 episodios                |
| 2008      | Amas de casa desesperadas            |                           |                            |
| 2009      | Epitafios                            | Fernando Ronda (niño)     | 1 episodio                 |
| 2009-2010 | Consentidos                          | Tupac                     |                            |
| 2011-2012 | El hombre de tu vida                 | Franco Bermúdez           |                            |
| 2014      | Señores papis                        | Luca Carbonetti           |                            |
| 2015      | Se trata de nosotros                 | Tomás                     | Episodio: «Ver para creer» |
| 2016      | Jungle Nest                          | «Oso»                     |                            |
| 2017-2019 | Kally's Mashup                       | Álex                      |                            |
| 2019      | Argentina, tierra de amor y venganza | Hijo de Torcuato Ferreyra | 1 episodio                 |
| 2021-2022 | La 1-5/18                            | «Costura»                 |                            |
| 2022      | Los protectores                      | Marcelo Almada            |                            |
| 2022      | Diario de un gigoló                  | Renzo                     | 3 episodios                |
| 2023      | Freeks                               | Mauricio Corti            |                            |
| 2024      | La voz ausente                       | Dante Santana             |                            |

### Videos musicales
| Año  | Video                 | Papel | Artista |
| ---- | --------------------- | ----- | ------- |
| 2022 | «En un rincón de vos» | Chico | Eleven  |

## Teatro
| Año       | Título                  | Papel    | Lugar              |
| --------- | ----------------------- | -------- | ------------------ |
| 2012      | Herencia compartida     | Federico | Teatro Artaza      |
| 2017      | Regalos de navidad      | Frank    | Teatro Picadilly   |
| 2018-2019 | Ternura                 |          | Teatro Asterión    |
| 2019      | Santiago despierta      | Santiago | Teatro Border      |
| 2021      | Génesis                 | Génesis  | Teatro 5 Sentidos  |
| 2021      | La fiesta de los chicos | Cowboy   | Teatro Astral      |
| 2023      | Convivencia obligada    | Martín   | Teatro Regina      |
| 2023      | Para mí, para vos       | Biggo    | Multiteatro Comafi |

## Premios y nominaciones
| Año  | Organización                 | Categoría      | Trabajo        | Resultado   | Ref(s) |
| ---- | ---------------------------- | -------------- | -------------- | ----------- | ------ |
| 2018 | Kids Choice Awards Argentina | Actor favorito | Kally's Mashup | Prenominado | [ 21 ] |